# Hort d'en Matas
L'hort d'en Matas també conegut com cal Matas és una casa de pagès situada a l'est del nucli d'Esparreguera (Baix Llobregat Nord) al punt quilomètric número 3 de la carretera C-1414. Via que uneix Olesa de Montserrat passant pel pont del Llobregat fins a Esparreguera. La masia es troba envoltada per horts fragmentats abans propietat de la vídua Marimon i per les terres de cal Paz.
Cal Puigjnaer és una casa situada al carrer Creu Real d'Olesa de Montserrat, a la part nord i alta del nucli antic de la vila, molt a prop del Porxo de Santa Oliva.

## Descripció
El mas datat des del 18XX és inclòs al catàleg de masies i cases rurals. Cal Mates és una masia de reduïdes dimensions amb planta rectangular. La finca consta d'un únic volum principal constituït de tres cossos rectangulars units entre ells. Els cossos del volum principal són d'una alçada de planta baixa més primera planta

La construcció presenta la particularitat que des de fa entre 6 i 7 generacions.
| Númeració (segons Catàleg) | Nom                               | Estat de conservació |
| -------------------------- | --------------------------------- | -------------------- |
| B.01                       | Can Tovella                       |                      |
| B.02                       | Ca N'astruc nou del Cairat        |                      |
| B.03                       | Ca n'astruc vell del Cairat       |                      |
| B.04                       | Can Golard                        |                      |
| B.05                       | Can Paloma                        |                      |
| B.06                       | Can Cordelles                     |                      |
| B.07                       | La font Rosada                    |                      |
| B.08                       | Ca N'astruc de la Riera           |                      |
| B.09                       | Can Castells                      |                      |
| B.10                       | Can Rubio                         |                      |
| B.11                       | Ca n'Angel                        |                      |
| B.12                       | La Vinya Vella                    |                      |
| B.13                       | Balneari de la Puda de Montserrat | Abandonat / Dolent   |
| C.01                       | Hospital Vell                     | Dolent               |
|                            | Can Claramunt                     | Bo                   |
|                            | Can Febrer                        | Regular              |
|                            | La Casa Blanca                    | Cal reconstrucció    |
|                            | Can Cardus nou                    | Dolent               |
|                            | Cal Clopis                        | Regular              |
|                            | Can Teodor                        | Bo                   |
|                            | El Molí                           | Molt dolent          |
| M.11                       | Cal Mates                         | Regular              |
| M.12                       | Ca L'Andres                       | En estat ruinós      |
| M.13                       | Torre de la Senyora               | Regular              |

## Actualitat
Ús actual: Agrícola de regadiu